# Pescuitorii de perle
Pescuitorii de perle (Les pêcheurs de perles, titlul original în franceză) este o operă compusă de Georges Bizet, pe un libret de M. Carre și E. Carmon.
Premiera a avut loc la 30 septembrie 1863, la „Teatre Liric” din Paris.

## Acțiunea operei

### Actul I
Pe una din plajele insulei Ceylon, pescuitorii se pregătesc pentru muncă, îndemnând fecioarele să alunge prin dansul lor spiritele rele. Zurga este ales conducător al castei. Sosește Nadir, vechi prieten al lui Zurga și împreună își amintesc trecutul și dragostea lor comună pentru o dansatoare sacră. Odinioară au renunțat amândoi la ea, pentru a nu-și compromite prietenia. Conform tradiției, este adusă în mijlocul comunității o tânără fecioară ce va trebui să domolească marea cu cântecul său. După preceptele religioase, tinerei cu fața acoperită i se cere un jurământ de castitate. Fecioara este chiar Leila, fata de care Nadir și Zurga au fost îndrăgostiți.

### Actul II
Marele preot Nurabad îi reamintește Leilei de îndatoririle pe care le are față de comunitate. Ca să-și demonstreze hotărârea de respectare a jurământului, Leila îi povestește cum mai de mult și-a riscat viața ca să salveze un fugar. Drept răsplată, acesta i-a dăruit un colier. După plecarea lui Nurabad, Leila începe rugăciunea. Nadir îi întrerupe cântecul sacru. Cei doi tineri se hotărăsc să se revadă în acel loc, în fiecare seară. Dar preotul îi descoperă, îi denunță poporului și lui Zurga. Când își dă seama cine este Leila, Zurga este orbit de gelozie, condamnând la moarte pe cei doi trădători. În acel moment începe furtuna și pescuitorii sunt cuprinși de teama că marea furioasă se va răzbuna pe ei.

### Actul III
Zurga este chinuit de gândul că nu și-a putut stăpâni furia, trimițând astfel la moarte un prieten drag și femeia pe care o iubește. Leila îl imploră pe Zurga să o omoare pe ea dar să-l cruțe pe Nadir. Zurga nu se lasă înduplecat. Nurabad sosește să pregătească execuția. Leila dorește ca după moartea sa, colierul primit de la fugarul pe care l-a salvat să fie dus mamei sale. Zurga recunoaște colierul, dându-și seama că Leila, copil fiind, i-a salvat viața. Se hotărăște la rândul său, sa îi elibereze pe cei doi condamnați, chiar cu prețul vieții sale. În timp ce Nurabad, alături de întreaga comunitate, pregătește moartea trădătorilor, Zurga dă foc satului pentru a deruta oamenii, care fug înspăimântați. Nurabad descoperă că Zurga i-a salvat pe cei doi îndrăgostiți. Neavând nici o scăpare, Zurga se omoară în fața lui Nurabad.